# Zygophylax binematophoratus
Zygophylax binematophoratus is een hydroïdpoliep uit de familie Lafoeidae. De poliep komt uit het geslacht Zygophylax. Zygophylax binematophoratus werd in 2003 voor het eerst wetenschappelijk beschreven door Vervoort & Watson. 